# Wiersdijk (sneltramhalte)
Wiersdijk is een van de haltes van de Utrechtse sneltram en is gelegen in de stad Nieuwegein.
De halte ligt aan de tak naar Nieuwegein-Zuid van de Utrechtse sneltram. Het is vanaf Nieuwegein-Zuid gezien de tweede halte op de lijn. De halte maakt deel uit van lijn 20: Utrecht - Nieuwegein-Zuid. De halte ligt in het zuiden van Nieuwegein, tussen de haltes Fokkesteeg en Nieuwegein-Zuid in.
De halte geeft toegang tot de wijken Fokkesteeg-Zuid, Zandveld, Hoog-Zandveld en park Oudegein.
In februari 2005 en in de zomer van 2020 zijn enkele haltes van deze tram gerenoveerd, zo ook halte Wiersdijk.
De halte is genoemd naar de Wiersdijk, een oude weg in Nieuwegein-Zuid gelegen op de grens van de wijken Zandveld en Fokkesteeg.

## Reisrichtingen
- "Zuidwaarts", naar Nieuwegein-Zuid.
- "Noordwaarts", richting Nieuwegein City, IJsselstein (overstappen), Utrecht Centraal en P+R Science Park.

P+R Science Park · WKZ/Máxima · UMC Utrecht · Heidelberglaan · Padualaan · De Kromme Rijn · Stadion Galgenwaard · Station Utrecht Vaartsche Rijn · CS Centrumzijde · CS Jaarbeursplein · Graadt van Roggenweg · 24 Oktoberplein-Zuid · Winkelcentrum Kanaleneiland · Vasco da Gamalaan · Kanaleneiland Zuid · P+R Westraven · Zuilenstein · Batau-Noord · Wijkersloot · Nieuwegein City · Merwestein · Fokkesteeg · Wiersdijk · Nieuwegein-Zuid